# Cantanhede (freguesia)
Cantanhede is een plaats (freguesia) in de Portugese gemeente Cantanhede en telt 7 066 inwoners (2001).